# Captains Courageous
Captains Courageous (bra Marujo Intrépido; prt Lobos do Mar) é um filme estadunidense de 1937, do gênero drama, dirigido e co-produzido por Victor Fleming. Realização da MGM, com roteiro baseado no livro homônimo de 1897 de autoria de Rudyard Kipling. 

## Elenco
- Freddie Bartholomew...Harvey Cheyne
- Spencer Tracy...Manuel Fidello
- Lionel Barrymore...Capitão Disko
- Melvyn Douglas...Frank Burton Cheyne
- Charley Grapewin...Tio Salters
- Mickey Rooney...Dan
- John Carradine...Long Jack
- Oscar O'Shea...Capitão Walt Cushman
- Jack LaRue...padre
- Walter Kingsford...Doutor Finley
- Donald Briggs...Bob Tyler
- Christian Rub...Clement
- Sam McDaniel..."Doc"
- Billy Burrud...Charles Jamison
- Norman Ainsley...Robbins
- Wally Albright...menino

## Sinopse
Harvey Cheyne Jr., um garoto nova-iorquino mimado, órfão de mãe e filho de um pai magnata e ausente, cria problemas na escola e é suspenso durante a primavera. Seu pai é aconselhado a passar mais tempo com o garoto e os dois saem num cruzeiro marítimo. Durante a viagem, Harvey cai no mar e é salvo por um marinheiro pescador chamado Manuel.
O marinheiro leva o garoto para o veleiro do Capitão Disko, para quem trabalha como pescador. Harvey fica sabendo que o veleiro só voltará a terra (em Gloucester (Massachusetts)) após estar repleto de peixes.E que isso demorará pelo menos três meses. Ninguém acredita que o garoto é filho de milionário. Também acham que carregar passageiros "dá azar". O capitão Disko então faz de Harvey membro da tripulação e o entrega a Manuel para que este o faça trabalhar e com isso evitar trazer azar para os marinheiros.
Manuel e Harvey se tornam grandes amigos e o garoto se esforça para aprender a ser um bom pescador e marinheiro. Mas a viagem não acabará bem para Manuel e Harvey deverá voltar para seu pai.

## Prêmios
- Spencer Tracy venceu o Oscar como melhor ator. O filme recebeu ainda mais três indicações: Melhor filme (produtor Louis D. Lighton), melhor edição (Elmo Veron) e melhor roteiro adaptado (Marc Connelly, John Lee Mahin e Dale Van Every).[carece de fontes?]